# Endotrichella arundinifolia
Endotrichella arundinifolia är en bladmossart som beskrevs av Noguchi och Iwatsuki. Endotrichella arundinifolia ingår i släktet Endotrichella, klassen egentliga bladmossor, divisionen bladmossor och riket växter. Inga underarter finns listade i Catalogue of Life.